# Suddivisioni dell'Uzbekistan
L'Uzbekistan è diviso in 12 regioni (viloyatlar, singolare viloyat), 1 repubblica autonoma (Karakalpakstan), e 1 città indipendente (shahar o shahri, Tashkent).
Le regioni sono a loro volta divise in 160 distretti (tumanlar, singolare tuman).

## Regioni dell'Uzbekistan
L'Uzbekistan è diviso nelle seguenti regioni
- Regione di Andijan
- Regione di Bukhara
- Regione di Djizak
- Regione di Fergana
- Regione di Kashkadarya
- Regione di Khorezm
- Regione di Namangan
- Regione di Navoiy
- Regione di Samarcanda
- Regione di Sirdaryo
- Regione di Surxondaryo
- Regione di Tashkent

## Distretti dell'Uzbekistan
Le regioni a propria volta sono ulteriormente suddivise in distretti, per un totale di 160.

## Enclave ed exclave
Ci sono 4 exclavi uzbeche, circondate da territori chirghisi, nella Valle di Fergana, dove Kirghizistan, Tagikistan e Uzbekistan s'incontrano.
- Sokh, con un'area di 325 km² e una popolazione di 42.800 abitanti (nel 1993; e secondo una stima sarebbero arrivati a 70.000, di cui il 99% tagichi e il restante usbechi);
- e Shohimardon (Shahimardan o Shakhimardan), con un'area di 90 km² e una popolazione di 5.100 (nel 1993; 91% uzbechi ed il restante chirghisi).

Poi ci sono altri due piccoli territori:
- Chong-Kara (o Kalacha), circa 3 km di lunghezza per 1 km di larghezza,sul fiume Sokh, tra il confine uzbeco e l'exclave di Sokh;
- e l'ancor più piccolo territorio di Jangail (in russo Джаны-Айил).

L'Uzbekistan ha a sua volta un'enclave tagico, il villaggio di Sarvan, che comprende una lunga e stretta striscia di terra (lunga 15 km e larga 1 km), accanto alla strada che porta da Angren a Kokand. C'è infine il piccolo enclave del Kirghizistan, il villaggio di Barak (627 abitanti), tra la città di Andijan e il confine kirghiso.